# Тарлеле Филиу (Браила)
Тарлеле Филиу (рум. Târlele Filiu) насеље је у Румунији у округу Браила у општини Јанка. Oпштина се налази на надморској висини од 25 m.

## Становништво
Према подацима из 2002. године у насељу је живело 705 становника, од којих су сви румунске националности.